# Mariana J. Kaplan
Mariana J. Kaplan es reumatóloga y científica mexicana radicada en Estados Unidos. Investiga los mecanismos de desregulación inmunológica, daño orgánico y enfermedad vascular prematura en la autoinmunidad sistémica. Es jefa de la rama de autoinmunidad sistémica del Instituto Nacional de Artritis y Enfermedades Musculoesqueléticas y de la Piel, el cual forma parte de los Institutos Nacionales de Salud.

## Biografía
Obtuvo su título de médico en la Universidad Nacional Autónoma de México e hizo su residencia de medicina interna en el Instituto Nacional de Ciencias de la Salud y Nutrición Salvador Zubirán. Completó una beca de reumatología y una formación postdoctoral en la Universidad de Michigan, donde fue miembro de la facultad durante quince años y miembro activo de su clínica multidisciplinaria de lupus.
Fue profesora de medicina en la división de reumatología de la Universidad de Michigan. En 2013, se unió al Instituto Nacional de Artritis y Enfermedades Musculoesqueléticas y de la Piel (NIAMS) como jefe de la rama de autoinmunidad sistémica. También es directora científica adjunta.
Su investigación se ha centrado en identificar mecanismos de desregulación inmunológica, daño orgánico y enfermedad vascular prematura en la autoinmunidad sistémica. Investiga cómo la inmunidad innata (en particular, los interferones tipo I y las células mieloides) promueven respuestas autoinmunes y daños a los órganos diana en el lupus eritematoso sistémico, la artritis reumatoide y otras enfermedades autoinmunes sistémicas.
Fue incluido en la Sociedad Estadounidense de Investigación Clínica y en la Asociación de Médicos Estadounidenses. En 2021, fue elegida miembro de la Academia Nacional de Medicina por sus contribuciones fundamentales que han hecho avanzar significativamente la comprensión del papel patogénico del sistema inmunológico innato en las enfermedades autoinmunes sistémicas, la aterosclerosis y las vasculopatías inmunomediadas.